# Musée août 44 (Duclair)
Pour les articles homonymes, voir Musée août 44.

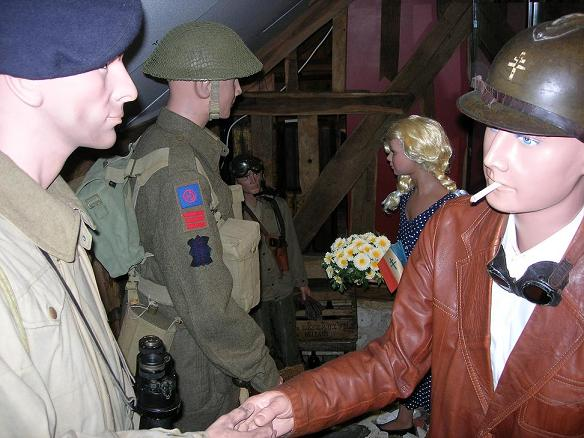
Mannequins mis en contexte dans le musée août 44

Le Musée août 44 est un musée consacré à la bataille de Normandie. Le musée est situé à Duclair (Seine-Maritime) dans les écuries du château du Taillis.

## Contexte
La bataille de Normandie, on ne le sait que trop peu, s’est terminée sur les rives de la Seine. Fin août 1944, ce sont des dizaines de milliers de soldats allemands qui tentent de fuir l’avancée des Alliés, mais les ponts et bacs détruits en bordure de Seine ralentissent leur retraite. Pendant plusieurs jours, les avions et l'artillerie pilonnent les troupes massées au bord du fleuve causant des pertes en hommes et en matériels très importantes. Les armées anglo-canadiennes combattent victorieusement les derniers bastions de défense allemande, les conduisant par la suite à la libération tant attendue des populations civiles.
Ce musée a donc pour but de rappeler les heures de combat et celles de la Libération.

## Collections
Grâce aux récits des soldats, des civils, tous témoins de ces combats ; et au travers de milliers d’objets, d’armements et de tenues de soldats, il est possible de mieux comprendre l’histoire des derniers combats sur la Seine.

## Galerie d'images

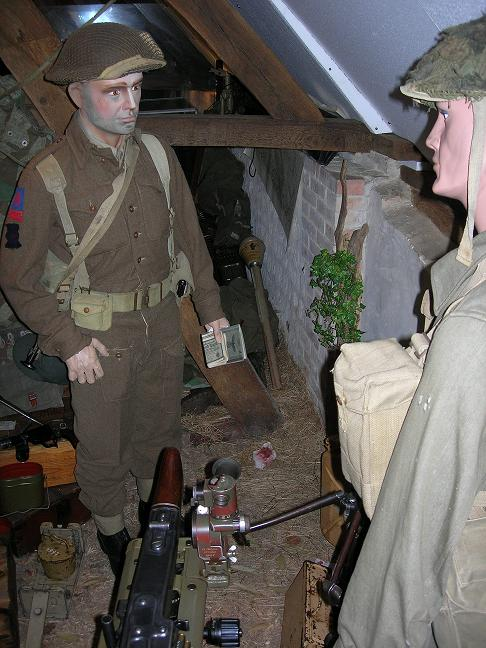